# Götz Steinle
Götz Steinle (* 24. Juni 1944 in Schwäbisch Hall; † 11. November 2019) war ein Brigadegeneral des Heeres der Bundeswehr.

## Leben
Steinle absolvierte das Abitur in Göppingen und trat als Grundwehrdienstleistender beim Panzergrenadierbataillon 281 in Neuburg an der Donau in die Bundeswehr ein. 1966 wurde er zum Leutnant ernannt und war von 1966 bis 1971 Zugführer beim schweren Pionierbataillon 717 in Koblenz sowie beim schweren Pionierlehrbataillon 210 in München und anschließend Offizier für Personalwesen und Militärisches Nachrichtenwesen (S1/S2). Von 1971 bis 1974 studierte er Bauingenieurwesen an der Fachhochschule des Heeres 2 und der Hochschule der Bundeswehr München mit Abschluss Diplom-Ingenieur (FH). Danach war er von 1974 bis 1977 Kompaniechef der 2. Kompanie des Pionierbataillons 10 in Ingolstadt.
Von 1977 bis 1979 absolvierte Steinle den 20. Generalstabslehrgang Heer an der Führungsakademie der Bundeswehr in Hamburg, wo er zum Offizier im Generalstabsdienst ausgebildet wurde. Anschließend war er von 1979 bis 1981 Generalstabsoffizier für Logistik (G4) der Luftlandebrigade 25 in Calw, von 1981 bis 1984 Plans Officer Logistik im Hauptquartier der Central Army Group der NATO in Heidelberg und von 1984 bis 1986 Bataillonskommandeur des Pionierbataillons 110 in Minden. Von 1986 bis 1987 besuchte er das Armed Forces Staff College der Vereinigten Staaten in Norfolk (Virginia), wurde 1987 Generalstabsoffizier für Planung, Ausbildung und Organisation (G3) der 1. Luftlandedivision in Bruchsal, 1990 G3 des Allied Command Europe Mobile Forces (Land) in Heidelberg und war von 1993 bis 1995 Leiter des Unterstabes Einsatzführung Streitkräfte im Streitkräfteamt in Bonn. In dieser Zeit nahm er am Lehrgang am NATO Defense College in Rom teil. Von 1995 bis 1998 war er Principal Staff Officer beim Chef des Stabes des Supreme Headquarters Allied Powers Europe (SHAPE) der NATO in Mons in Belgien.
Von 1998 bis 2001 war Steinle Brigadekommandeur der Pionierbrigade 70 in Gera und absolvierte in dieser Zeit einen sechsmonatigen Auslandseinsatz der Bundeswehr unter KFOR-Mandat im Kosovo. Im Dezember 2001 wurde er Deutscher Militärischer Vertreter bei SHAPE. Mit Ablauf des Juni 2005 wurde er in den Ruhestand versetzt.
Steinle war evangelisch, verheiratet und hatte eine Tochter. Er starb 2019.

## Schriften
- Allied Mobile Force. Ein Mittel zur Krisenbewältigung. In: Truppenpraxis. Nr. 2, 1991, S. 121–125.